# Vračovice-Orlov
Vračovice-Orlov (en allemand : Wratschowitz) est une commune du district d'Ústí nad Orlicí, dans la région de Pardubice, en Tchéquie. Sa population s'élevait à 170 habitants en 2024.

## Géographie
Vračovice-Orlov se trouve à 7 km à l'est de Vysoké Mýto, à 11 km à l'ouest-sud-ouest d'Ústí nad Orlicí, à 35 km à l'est-sud-est de Pardubice et à 131 km à l'est-sud-est de Prague.
La commune est limitée par Zálší et Svatý Jiří au nord, par Voděrady à l'est, par České Heřmanice au sud, et par Tisová à l'ouest.

## Histoire
La première mention écrite de la localité date de 1349.

## Administration
La commune se compose de deux sections :
- Orlov
- Vračovice

## Galerie

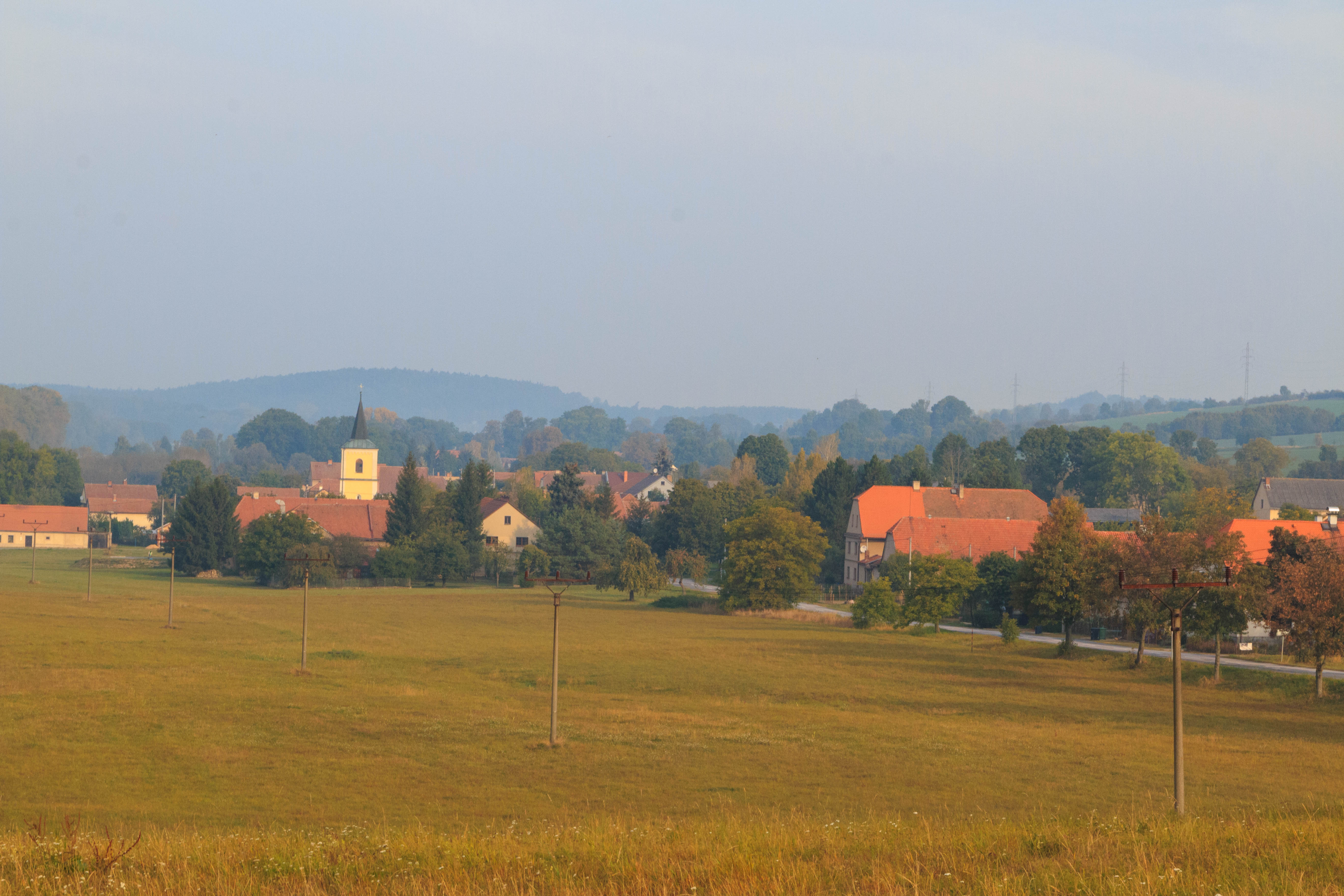
Vračovice : vue générale.
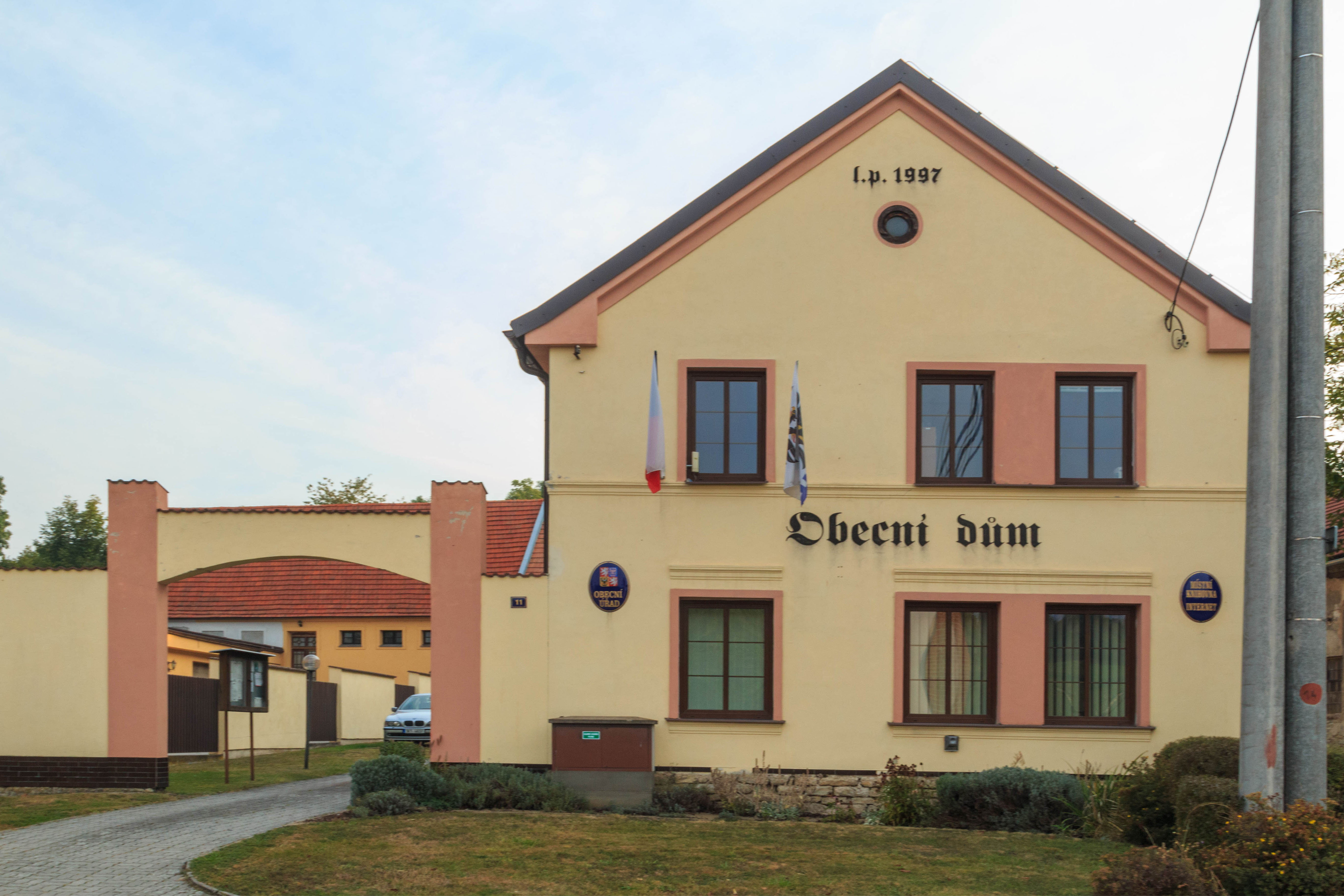
Vračovice : la mairie.

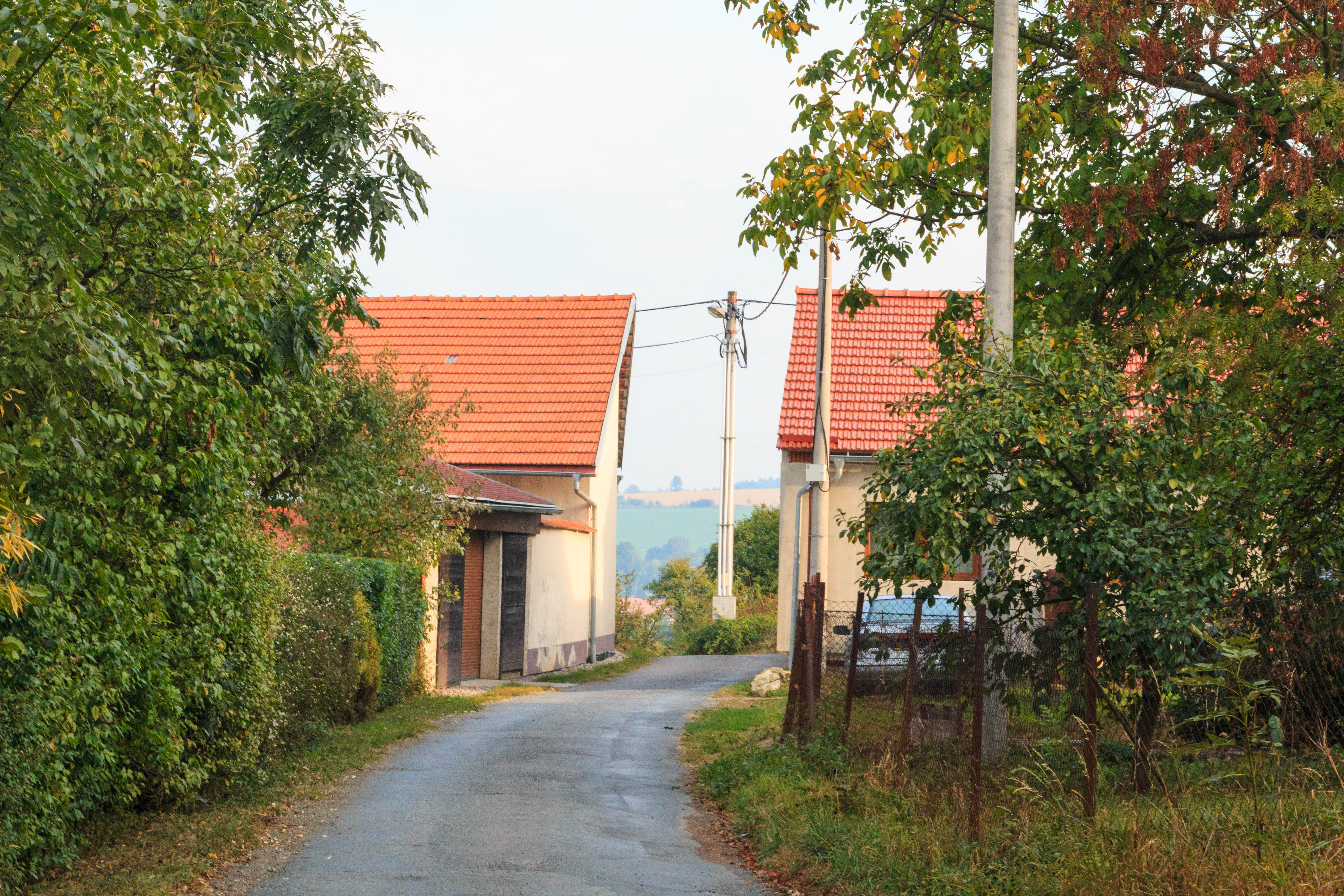
Rue d'Orlov.
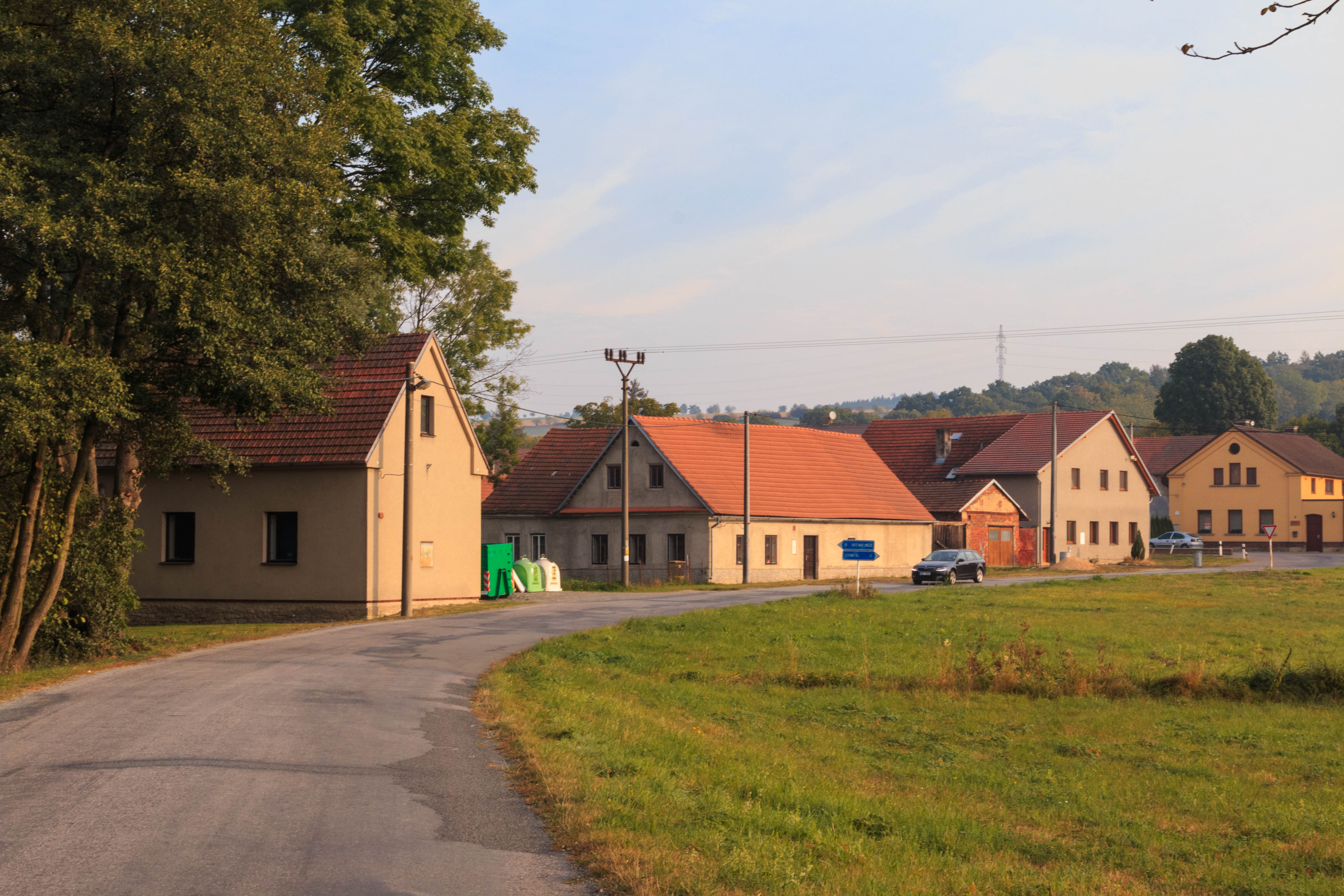
Rue de Vračovice.

## Transports
Par la route, Vračovice-Orlov trouve à 7 km de Vysoké Mýto, à 14 km d'Ústí nad Orlicí, à 41 km de Pardubice et à 156 km de Prague. 